# Liste der Gemeinden in Bulgarien

Gemeinden in Bulgarien

Der bulgarische Zentralstaat besteht aus 28 Verwaltungsbezirken (Oblaste), die wiederum in 264 Gemeinden (община) unterteilt sind.

## Gemeinden nach Einwohnerzahl
Die folgende Tabelle enthält die Gemeinden (Община/Obschtina) über 50.000 Einwohner, ihre Namen in deutscher Transkription und in Bulgarisch, die Ergebnisse der Volkszählungen (VZ) vom 4. Dezember 1985, 4. Dezember 1992 und 1. März 2001 sowie eine Schätzung des Nationalen Amtes für Statistik in Bulgarien für den 31. Dezember 2007.
Angeführt ist auch der Bezirk (Oblast), zu dem die Gemeinde gehört. Die Einwohnerzahlen beziehen sich auf die jeweilige Gemeinde in ihren politischen Grenzen, ohne politisch selbständige Vororte.
Die Hauptstädte der Bezirke sind mit * markiert.
(VZ = Volkszählung, S = Schätzung)
| Rang | Transkription   | Bulgarisch     | VZ 1985   | VZ 1992   | VZ 2001   | S 2007    | Bezirk         |
| ---- | --------------- | -------------- | --------- | --------- | --------- | --------- | -------------- |
| 1.   | Sofia*          | София          | 1.198.615 | 1.190.126 | 1.173.988 | 1.240.788 | Sofia-Stadt    |
| 2.   | Plowdiw*        | Пловдив        | 456.625   | 341.058   | 338.302   | 345.249   | Plowdiw        |
| 3.   | Warna*          | Варна          | 308.053   | 314.178   | 320.668   | 322.114   | Warna          |
| 4.   | Burgas*         | Бургас         | 209.218   | 210.490   | 209.479   | 204.175   | Burgas         |
| 5.   | Russe*          | Русе           | 195.237   | 186.737   | 178.435   | 174.627   | Russe          |
| 6.   | Stara Sagora*   | Стара Загора   | 165.191   | 175.451   | 167.708   | 164.970   | Stara Sagora   |
| 7.   | Plewen*         | Плевен         | 161.991   | 160.480   | 149.174   | 139.573   | Plewen         |
| 8.   | Sliwen*         | Сливен         | 133.483   | 144.060   | 136.148   | 129.511   | Sliwen         |
| 9.   | Pasardschik*    | Пазарджик      | 121.134   | 133.685   | 127.918   | 122.421   | Pasardschik    |
| 10.  | Schumen*        | Шумен          | 109.490   | 108.186   | 104.473   | 101.780   | Schumen        |
| 11.  | Chaskowo*       | Хасково        | 111.191   | 102.001   | 99.181    | 97.542    | Chaskowo       |
| 12.  | Pernik*         | Перник         | 118.015   | 111.062   | 104.626   | 97.336    | Pernik         |
| 13.  | Dobritsch*      | Добрич         | 142.394   | 133.204   | 100.000   | 93.300    | Dobritsch      |
| 14.  | Weliko Tarnowo* | Велико Търново | 93.219    | 93.796    | 90.504    | 88.661    | Weliko Tarnowo |
| 15.  | Jambol*         | Ямбол          | 104.113   | 91.497    | 82.656    | 78.302    | Jambol         |
| 16.  | Kasanlak        | Казанлък       | 91.080    | 88.761    | 81.536    | 77.777    | Stara Sagora   |
| 17.  | Wraza*          | Враца          | 96.289    | 94.186    | 85.218    | 77.024    | Wraza          |
| 18.  | Blagoewgrad*    | Благоевград    | 72.498    | 78.810    | 78.175    | 76.090    | Blagoewgrad    |
| 19.  | Gabrowo*        | Габрово        | 90.032    | 84.333    | 74.949    | 69.248    | Gabrowo        |
| 20.  | Kardschali*     | Кърджали       | 95.182    | 76.155    | 69.830    | 68.740    | Kardschali     |
| 21.  | Widin*          | Видин          | 82.239    | 85.974    | 77.500    | 68.302    | Widin          |
| 22.  | Assenowgrad     | Асеновград     | 64.102    | 68.188    | 67.238    | 65.854    | Plowdiw        |
| 23.  | Kjustendil*     | Кюстендил      | 73.266    | 78.328    | 70.607    | 64.343    | Kjustendil     |
| 24.  | Targowischte*   | Търговище      | 66.502    | 65.688    | 60.890    | 61.458    | Targowischte   |
| 25.  | Dimitrowgrad    | Димитровград   | 78.643    | 72.818    | 64.857    | 58.532    | Chaskowo       |
| 26.  | Montana*        | Монтана        | 63.946    | 67.365    | 61.430    | 57.098    | Montana        |
| 27.  | Silistra*       | Силистра       | 71.173    | 71.889    | 61.942    | 56.422    | Silistra       |
| 28.  | Rasgrad*        | Разград        | 68.785    | 61.847    | 58.874    | 55.689    | Rasgrad        |
| 29.  | Karlowo         | Карлово        | 80.508    | 76.369    | 70.284    | 55.551    | Plowdiw        |
| 30.  | Lowetsch*       | Ловеч          | 64.544    | 69.225    | 62.162    | 55.545    | Lowetsch       |

Quelle: Nationales Amt für Statistik Bulgarien

## Oblast Blagoewgrad(Благоевградска)
1. Gemeinde Bansko (Verwaltungssitz: Bansko)
2. Gemeinde Beliza (Verwaltungssitz: Beliza)
3. Gemeinde Blagoewgrad (Verwaltungssitz: Blagoewgrad)
4. Gemeinde Chadschidimowo (Verwaltungssitz: Chadschidimowo)
5. Gemeinde Garmen (Verwaltungssitz: Garmen)
6. Gemeinde Goze Deltschew (Verwaltungssitz: Goze Deltschew)
7. Gemeinde Jakoruda (Verwaltungssitz: Jakoruda)
8. Gemeinde Kresna (Verwaltungssitz: Kresna)
9. Gemeinde Petritsch (Verwaltungssitz: Petritsch)
10. Gemeinde Raslog (Verwaltungssitz: Raslog)
11. Gemeinde Sandanski (Verwaltungssitz: Sandanski)
12. Gemeinde Satowtscha (Verwaltungssitz: Satowtscha)
13. Gemeinde Simitli (Verwaltungssitz: Simitli)
14. Gemeinde Strumjani (Verwaltungssitz: Strumjani)

## Oblast Burgas(Бургаска)
1. Gemeinde Ajtos (Verwaltungssitz: Ajtos)
2. Gemeinde Burgas (Verwaltungssitz: Burgas)
3. Gemeinde Kameno (Verwaltungssitz: Kameno)
4. Gemeinde Karnobat (Verwaltungssitz: Karnobat)
5. Gemeinde Malko Tarnowo (Verwaltungssitz: Malko Tarnowo)
6. Gemeinde Nessebar (Verwaltungssitz: Nessebar)
7. Gemeinde Pomorie (Verwaltungssitz: Pomorie)
8. Gemeinde Primorsko (Verwaltungssitz: Primorsko)
9. Gemeinde Ruen (Verwaltungssitz: Ruen)
10. Gemeinde Sosopol (Verwaltungssitz: Sosopol)
11. Gemeinde Sredez (Verwaltungssitz: Sredez)
12. Gemeinde Sungurlare (Verwaltungssitz: Sungurlare)
13. Gemeinde Zarewo (Verwaltungssitz: Zarewo)

## Oblast Chaskowo(Хасковска)
1. Gemeinde Charmanli (Verwaltungssitz: Charmanli)
2. Gemeinde Chaskowo (Verwaltungssitz: Chaskowo)
3. Gemeinde Dimitrowgrad (Verwaltungssitz: Dimitrowgrad)
4. Gemeinde Iwajlowgrad (Verwaltungssitz: Iwajlowgrad)
5. Gemeinde Ljubimez (Verwaltungssitz: Ljubimez)
6. Gemeinde Madscharowo (Verwaltungssitz: Madscharowo)
7. Gemeinde Mineralni Bani (Verwaltungssitz: Mineralni Bani)
8. Gemeinde Simeonowgrad (Verwaltungssitz: Simeonowgrad)
9. Gemeinde Stambolowo (Verwaltungssitz: Stambolowo)
10. Gemeinde Swilengrad (Verwaltungssitz: Swilengrad)
11. Gemeinde Topolowgrad (Verwaltungssitz: Topolowgrad)

## Oblast Dobritsch(Добричка)
1. Gemeinde Baltschik (Verwaltungssitz: Baltschik)
2. Gemeinde Dobritsch (Verwaltungssitz: Dobritsch)
3. Gemeinde Dobritschka (Verwaltungssitz: Dobritsch)
4. Gemeinde General Toschewo (Verwaltungssitz: General Toschewo)
5. Gemeinde Kawarna (Verwaltungssitz: Kawarna)
6. Gemeinde Kruschari (Verwaltungssitz: Kruschari)
7. Gemeinde Schabla (Verwaltungssitz: Schabla)
8. Gemeinde Terwel (Verwaltungssitz: Terwel)

## Oblast Gabrowo(Габровска)
1. Gemeinde Drjanowo (Verwaltungssitz: Drjanowo)
2. Gemeinde Gabrowo (Verwaltungssitz: Gabrowo)
3. Gemeinde Sewliewo (Verwaltungssitz: Sewliewo)
4. Gemeinde Trjawna (Verwaltungssitz: Trjawna)

## Oblast Jambol(Ямболска)
1. Gemeinde Boljarowo (Verwaltungssitz: Boljarowo)
2. Gemeinde Elchowo (Verwaltungssitz: Elchowo)
3. Gemeinde Jambol (Verwaltungssitz: Jambol)
4. Gemeinde Straldscha (Verwaltungssitz: Straldscha)
5. Gemeinde Tundscha (Verwaltungssitz: Jambol)

## Oblast Kardschali(Кърджалийска)
1. Gemeinde Ardino (Verwaltungssitz: Ardino)
2. Gemeinde Dschebel (Verwaltungssitz: Dschebel)
3. Gemeinde Kardschali (Verwaltungssitz: Kardschali)
4. Gemeinde Kirkowo (Verwaltungssitz: Kirkowo)
5. Gemeinde Krumowgrad (Verwaltungssitz: Krumowgrad)
6. Gemeinde Momtschilgrad (Verwaltungssitz: Momtschilgrad)
7. Gemeinde Tschernootschene (Verwaltungssitz: Tschernootschene)

## Oblast Kjustendil(Кюстендилска)
1. Gemeinde Boboschewo (Verwaltungssitz: Boboschewo)
2. Gemeinde Bobow Dol (Verwaltungssitz: Bobow Dol)
3. Gemeinde Dupniza (Verwaltungssitz: Dupniza)
4. Gemeinde Kjustendil (Verwaltungssitz: Kjustendil)
5. Gemeinde Kotscherinowo (Verwaltungssitz: Kotscherinowo)
6. Gemeinde Newestino (Verwaltungssitz: Nevestino)
7. Gemeinde Rila (Verwaltungssitz: Rila)
8. Gemeinde Saparewa Banja (Verwaltungssitz: Saparewa Banja)
9. Gemeinde Trekljano (Verwaltungssitz: Trekljano)

## Oblast Lowetsch(Ловешка)
1. Gemeinde Aprilzi (Verwaltungssitz: Aprilzi)
2. Gemeinde Jablaniza (Verwaltungssitz: Jablaniza)
3. Gemeinde Letniza (Verwaltungssitz: Letniza)
4. Gemeinde Lowetsch (Verwaltungssitz: Lowetsch)
5. Gemeinde Lukowit (Verwaltungssitz: Lukowit)
6. Gemeinde Tetewen (Verwaltungssitz: Tetewen)
7. Gemeinde Trojan (Verwaltungssitz: Trojan)
8. Gemeinde Ugartschin (Verwaltungssitz: Ugartschin)

## Oblast Montana(Монтанска)
1. Gemeinde Berkowiza (Verwaltungssitz: Berkowiza)
2. Gemeinde Bojtschinowzi (Verwaltungssitz: Bojtschinowzi)
3. Gemeinde Brusarzi (Verwaltungssitz: Brusarzi)
4. Gemeinde Georgi Damjanowo (Verwaltungssitz: Georgi Damjanowo)
5. Gemeinde Jakimowo (Verwaltungssitz: Jakimowo)
6. Gemeinde Lom (Verwaltungssitz: Lom)
7. Gemeinde Medkowez (Verwaltungssitz: Medkowez)
8. Gemeinde Montana (Verwaltungssitz: Montana)
9. Gemeinde Tschiprowzi (Verwaltungssitz: Tschiprowzi)
10. Gemeinde Waltschedram (Verwaltungssitz: Waltschedram)
11. Gemeinde Warschez (Verwaltungssitz: Warschez)

## Oblast Pasardschik(Пазарджикска)
1. Gemeinde Batak (Verwaltungssitz: Batak)
2. Gemeinde Belowo (Verwaltungssitz: Belowo)
3. Gemeinde Brazigowo (Verwaltungssitz: Brazigowo)
4. Gemeinde Lesitschewo (Verwaltungssitz: Lesitschewo)
5. Gemeinde Panagjurischte (Verwaltungssitz: Panagjurischte)
6. Gemeinde Pasardschik (Verwaltungssitz: Pasardschik)
7. Gemeinde Peschtera (Verwaltungssitz: Peschtera)
8. Gemeinde Rakitowo (Verwaltungssitz: Rakitowo)
9. Gemeinde Septemwri (Verwaltungssitz: Septemwri)
10. Gemeinde Streltscha (Verwaltungssitz: Streltscha)
11. Gemeinde Welingrad (Verwaltungssitz: Welingrad)

## Oblast Pernik(Пернишка)
1. Gemeinde Bresnik (Verwaltungssitz: Bresnik)
2. Gemeinde Kowatschewzi (Verwaltungssitz: Kowatschewzi)
3. Gemeinde Pernik (Verwaltungssitz: Pernik)
4. Gemeinde Radomir (Verwaltungssitz: Radomir)
5. Gemeinde Semen (Verwaltungssitz: Semen)
6. Gemeinde Tran (Verwaltungssitz: Tran)

## Oblast Plewen(Плевенска)
1. Gemeinde Belene (Verwaltungssitz: Belene)
2. Gemeinde Dolna Mitropolija (Verwaltungssitz: Dolna Mitropolija)
3. Gemeinde Dolni Dabnik (Verwaltungssitz: Dolni Dabnik)
4. Gemeinde Guljanzi (Verwaltungssitz: Guljanzi)
5. Gemeinde Iskar (Verwaltungssitz: Iskar)
6. Gemeinde Knescha (Verwaltungssitz: Knescha)
7. Gemeinde Lewski (Verwaltungssitz: Lewski)
8. Gemeinde Nikopol (Verwaltungssitz: Nikopol)
9. Gemeinde Plewen (Verwaltungssitz: Plewen)
10. Gemeinde Pordim (Verwaltungssitz: Pordim)
11. Gemeinde Tscherwen Brjag (Verwaltungssitz: Tscherwen Brjag)

## Oblast Plowdiw(Пловдивска)
1. Gemeinde Assenowgrad (Verwaltungssitz: Assenowgrad)
2. Gemeinde Bresowo (Verwaltungssitz: Bresowo)
3. Gemeinde Chissarja (Verwaltungssitz: Chissarja)
4. Gemeinde Kalojanowo (Verwaltungssitz: Kalojanowo)
5. Gemeinde Karlowo (Verwaltungssitz: Karlowo)
6. Gemeinde Kritschim (Verwaltungssitz: Kritschim)
7. Gemeinde Kuklen (Verwaltungssitz: Kuklen)
8. Gemeinde Laki (Verwaltungssitz: Laki)
9. Gemeinde Mariza (Verwaltungssitz: Plowdiw)
10. Gemeinde Parwomaj (Verwaltungssitz: Parwomaj)
11. Gemeinde Peruschtiza (Verwaltungssitz: Peruschtiza)
12. Gemeinde Plowdiw (Verwaltungssitz: Plowdiw)
13. Gemeinde Rakowski (Verwaltungssitz: Rakowski)
14. Gemeinde Rodopi (Verwaltungssitz: Plowdiw)
15. Gemeinde Sadowo (Verwaltungssitz: Sadowo)
16. Gemeinde Saedinenie (Verwaltungssitz: Saedinenie)
17. Gemeinde Sopot (Verwaltungssitz: Sopot)
18. Gemeinde Stambolijski (Verwaltungssitz: Stambolijski)

## Oblast Rasgrad(Разградска)
1. Gemeinde Isperich (Verwaltungssitz: Isperich)
2. Gemeinde Kubrat (Verwaltungssitz: Kubrat)
3. Gemeinde Losniza (Verwaltungssitz: Losniza)
4. Gemeinde Rasgrad (Verwaltungssitz: Rasgrad)
5. Gemeinde Samuil (Verwaltungssitz: Samuil)
6. Gemeinde Sawet (Verwaltungssitz: Sawet)
7. Gemeinde Zar Kalojan (Verwaltungssitz: Zar Kalojan)

## Oblast Russe(Русенска)
1. Gemeinde Bjala (Verwaltungssitz: Bjala)
2. Gemeinde Borowo (Verwaltungssitz: Borowo)
3. Gemeinde Dwe Mogili (Verwaltungssitz: Dwe Mogili)
4. Gemeinde Iwanowo (Verwaltungssitz: Iwanowo)
5. Gemeinde Russe (Verwaltungssitz: Russe)
6. Gemeinde Sliwo Pole (Verwaltungssitz: Sliwo Pole)
7. Gemeinde Wetowo (Verwaltungssitz: Wetowo)
8. Gemeinde Zenowo (Verwaltungssitz: Zenowo)

## Oblast Schumen(Шуменска)
1. Gemeinde Chitrino (Verwaltungssitz: Chitrino)
2. Gemeinde Kaolinowo (Verwaltungssitz: Kaolinowo)
3. Gemeinde Kaspitschan (Verwaltungssitz: Kaspitschan)
4. Gemeinde Nikola Koslewo (Verwaltungssitz: Nikola Koslewo)
5. Gemeinde Nowi Pasar (Verwaltungssitz: Nowi Pasar)
6. Gemeinde Schumen (Verwaltungssitz: Schumen)
7. Gemeinde Smjadowo (Verwaltungssitz: Smjadowo)
8. Gemeinde Warbiza (Verwaltungssitz: Warbiza)
9. Gemeinde Weliki Preslaw (Verwaltungssitz: Weliki Preslaw)
10. Gemeinde Wenez (Verwaltungssitz: Wenez)

## Oblast Silistra(Силистренска)
1. Gemeinde Alfatar (Verwaltungssitz: Alfatar)
2. Gemeinde Dulowo (Verwaltungssitz: Dulowo)
3. Gemeinde Glawiniza (Verwaltungssitz: Glawiniza)
4. Gemeinde Kajnardscha (Verwaltungssitz: Kajnardscha)
5. Gemeinde Silistra (Verwaltungssitz: Silistra)
6. Gemeinde Sitowo (Verwaltungssitz: Sitowo)
7. Gemeinde Tutrakan (Verwaltungssitz: Tutrakan)

## Oblast Sliwen(Сливенска)
1. Gemeinde Kotel (Verwaltungssitz: Kotel)
2. Gemeinde Nowa Sagora (Verwaltungssitz: Nowa Sagora)
3. Gemeinde Sliwen (Verwaltungssitz: Sliwen)
4. Gemeinde Twardiza (Verwaltungssitz: Twardiza)

## Oblast Smoljan(Смолянска)
1. Gemeinde Banite (Verwaltungssitz: Banite)
2. Gemeinde Borino (Verwaltungssitz: Borino)
3. Gemeinde Dewin (Verwaltungssitz: Dewin)
4. Gemeinde Dospat (Verwaltungssitz: Dospat)
5. Gemeinde Madan (Verwaltungssitz: Madan)
6. Gemeinde Nedelino (Verwaltungssitz: Nedelino)
7. Gemeinde Rudosem (Verwaltungssitz: Rudosem)
8. Gemeinde Slatograd (Verwaltungssitz: Slatograd)
9. Gemeinde Smoljan (Verwaltungssitz: Smoljan)
10. Gemeinde Tschepelare (Verwaltungssitz: Tschepelare)

## Oblast Sofia(Софийска област)
1. Gemeinde Anton (Verwaltungssitz: Anton)
2. Gemeinde Botewgrad (Verwaltungssitz: Botewgrad)
3. Gemeinde Boschurischte (Verwaltungssitz: Boschurischte)
4. Gemeinde Dolna Banja (Verwaltungssitz: Dolna Banja)
5. Gemeinde Dragoman (Verwaltungssitz: Dragoman)
6. Gemeinde Elin Pelin (Verwaltungssitz: Elin Pelin)
7. Gemeinde Etropole (Verwaltungssitz: Etropole)
8. Gemeinde Godetsch (Verwaltungssitz: Godetsch)
9. Gemeinde Gorna Malina (Verwaltungssitz: Gorna Malina)
10. Gemeinde Ichtiman (Verwaltungssitz: Ichtiman)
11. Gemeinde Kopriwschtiza (Verwaltungssitz: Kopriwschtiza)
12. Gemeinde Kostenez (Verwaltungssitz: Kostenez)
13. Gemeinde Kostinbrod (Verwaltungssitz: Kostinbrod)
14. Gemeinde Mirkowo (Verwaltungssitz: Mirkowo)
15. Gemeinde Pirdop (Verwaltungssitz: Pirdop)
16. Gemeinde Prawez (Verwaltungssitz: Prawez)
17. Gemeinde Samokow (Verwaltungssitz: Samokow)
18. Gemeinde Slatiza (Verwaltungssitz: Slatiza)
19. Gemeinde Sliwniza (Verwaltungssitz: Sliwniza)
20. Gemeinde Swoge (Verwaltungssitz: Swoge)
21. Gemeinde Tschawdar (Verwaltungssitz: Tschawdar)
22. Gemeinde Tschelopetsch (Verwaltungssitz: Tschelopetsch)

## Oblast Sofia-Stadt(София - град)
1. Gemeinde Sofia (Verwaltungssitz: Sofia)

## Oblast Stara Sagora(Старозагорска)
1. Gemeinde Bratja Daskalowi (Verwaltungssitz: Bratja Daskalowi)
2. Gemeinde Galabowo (Verwaltungssitz: Galabowo)
3. Gemeinde Gurkowo (Verwaltungssitz: Gurkowo)
4. Gemeinde Kasanlak (Verwaltungssitz: Kasanlak)
5. Gemeinde Maglisch (Verwaltungssitz: Maglisch)
6. Gemeinde Nikolaewo (Verwaltungssitz: Nikolaewo)
7. Gemeinde Opan (Verwaltungssitz: Opan)
8. Gemeinde Pawel Banja (Verwaltungssitz: Pawel Banja)
9. Gemeinde Radnewo (Verwaltungssitz: Radnewo)
10. Gemeinde Stara Sagora (Verwaltungssitz: Stara Sagora)
11. Gemeinde Tschirpan (Verwaltungssitz: Tschirpan)

## Oblast Targowischte(Търговищка)
1. Gemeinde Antonowo (Verwaltungssitz: Antonowo)
2. Gemeinde Omurtag (Verwaltungssitz: Omurtag)
3. Gemeinde Opaka (Verwaltungssitz: Opaka)
4. Gemeinde Popowo (Verwaltungssitz: Popowo)
5. Gemeinde Targowischte (Verwaltungssitz: Targowischte)

## Oblast Warna(Варненска)
1. Gemeinde Aksakowo (Verwaltungssitz: Aksakowo)
2. Gemeinde Awren (Verwaltungssitz: Awren)
3. Gemeinde Beloslaw (Verwaltungssitz: Beloslaw)
4. Gemeinde Bjala (Verwaltungssitz: Bjala)
5. Gemeinde Dalgopol (Verwaltungssitz: Dalgopol)
6. Gemeinde Dewnja (Verwaltungssitz: Dewnja)
7. Gemeinde Dolni Tschiflik (Verwaltungssitz: Dolni Tschiflik)
8. Gemeinde Prowadija (Verwaltungssitz: Prowadija)
9. Gemeinde Suworowo (Verwaltungssitz: Suworowo)
10. Gemeinde Waltschi Dol (Verwaltungssitz: Waltschi Dol)
11. Gemeinde Warna (Verwaltungssitz: Warna)
12. Gemeinde Wetrino (Verwaltungssitz: Wetrino)

## Oblast Weliko Tarnowo(Великотърновска)
1. Gemeinde Elena (Verwaltungssitz: Elena)
2. Gemeinde Gorna Orjachowiza (Verwaltungssitz: Gorna Orjachowiza)
3. Gemeinde Ljaskowez (Verwaltungssitz: Ljaskowez)
4. Gemeinde Pawlikeni (Verwaltungssitz: Pawlikeni)
5. Gemeinde Polski Trambesch (Verwaltungssitz: Polski Trambesch)
6. Gemeinde Slatariza (Verwaltungssitz: Slatariza)
7. Gemeinde Straschiza (Verwaltungssitz: Straschiza)
8. Gemeinde Suchindol (Verwaltungssitz: Suchindol)
9. Gemeinde Swischtow (Verwaltungssitz: Swischtow)
10. Gemeinde Weliko Tarnowo (Verwaltungssitz: Weliko Tarnowo)

## Oblast Widin(Видинска)
1. Gemeinde Belogradtschik (Verwaltungssitz: Belogradtschik)
2. Gemeinde Bojniza (Verwaltungssitz: Bojniza)
3. Gemeinde Bregowo (Verwaltungssitz: Bregowo)
4. Gemeinde Dimowo (Verwaltungssitz: Dimowo)
5. Gemeinde Gramada (Verwaltungssitz: Gramada)
6. Gemeinde Kula (Verwaltungssitz: Kula)
7. Gemeinde Makresch (Verwaltungssitz: Makresch)
8. Gemeinde Nowo Selo (Verwaltungssitz: Nowo Selo)
9. Gemeinde Ruschinzi (Verwaltungssitz: Ruschinzi)
10. Gemeinde Tschuprene (Verwaltungssitz: Tschuprene)
11. Gemeinde Widin (Verwaltungssitz: Widin)

## Oblast Wraza(Врачанска)
1. Gemeinde Bjala Slatina (Verwaltungssitz: Bjala Slatina)
2. Gemeinde Borowan (Verwaltungssitz: Borowan)
3. Gemeinde Chajredin (Verwaltungssitz: Chajredin)
4. Gemeinde Kosloduj (Verwaltungssitz: Kosloduj)
5. Gemeinde Kriwodol (Verwaltungssitz: Kriwodol)
6. Gemeinde Mesdra (Verwaltungssitz: Mesdra)
7. Gemeinde Misija (Verwaltungssitz: Misija)
8. Gemeinde Orjachowo (Verwaltungssitz: Orjachowo)
9. Gemeinde Roman (Verwaltungssitz: Roman)
10. Gemeinde Wraza (Verwaltungssitz: Wraza)